# La toma
La toma (en inglés: The Take) es un documental canadiense de 2004 realizado por Naomi Klein y dirigido por su esposo, Avi Lewis. Cuenta la historia de los trabajadores de Argentina que reclaman el control de las plantas industriales cerradas donde una vez trabajaron, para convertirlas en cooperativas de trabajadores. Sus frases de presentación son "Despide al jefe" y "Ocupar, resistir, producir".
La película es una suerte de manifiesto económico para el siglo XXI, donde se acerca al espectador a la vida de gente común que reclama trabajo, dignidad y democracia integral. También intenta mostrar lo obsoleto y contraproducente de los sistemas políticos representativos y la necesidad de la democracia directa tanto en la vida comunitaria como en el lugar de trabajo.

## Resumen
Durante la crisis argentina (el argentinazo) un grupo de desempleados de una planta de fabricación de piezas de autos entran a la fábrica inactiva y deciden ponerla a producir por su propia cuenta, este hecho en un suburbio de Buenos Aires pone en discusión la política de la globalización. La planta se cerró por consecuencia, según argumenta el documental, de las políticas económicas del gobierno de Carlos Menem bajo la rectoría del Fondo Monetario Internacional.
Mientras que protegida por la declaración de bancarrota la compañía comienza a vender propiedad e inventario para pagar los acreedores - un hecho que en el futuro redujo en gran parte el potencial de volver a la producción. En un esfuerzo de establecer su propio control, los trabajadores ocuparon la fábrica y comenzaron una larga batalla para ganar el derecho de hacerla funcionar ellos mismos, como cooperativa.
Este movimiento colectivo ha ganado fuerza en la Argentina, comenzando con una fábrica de ropa varios años antes. Los trabajadores de fábrica vadearon a través de la corte y del sistema legislativo con ayuda de la experiencia de estos otros grupos que anteriormente habían luchado la misma batalla, y en última instancia asegurado su derecho de hacer funcionar la planta.

## Críticas
La principal crítica consiste en afirmar que el film no diferencia entre la supuesta violación del "derecho de propiedad" sobre los medios de producción -el cual es ensalzado- y los derechos republicanos y democráticos. Muchas empresas recuperadas rechazaron la película porque para ellas no muestra la realidad del proceso, para ellos enmarcado más por la línea del cooperativismo, el mercado social y la no violencia, sino que pretendería identificar sesgadamente a todas las empresas con un sector marginal de extrema izquierda, violento y pro nacionalización. Los distintos procesos mediante los cuales se gestaron las "empresas recuperadas", tienen una constante (la recuperación de espacios productivos por parte de los principales actores, los trabajadores) y luego múltiples variables y condicionantes históricas. El documental busca reflejar la constante común a todos los procesos de "recuperación" y a la vez, las particularidades específicas del caso mostrado.